# Arborétum Kysihýbeľ
Arborétum Kysihýbeľ je chráněný areál v katastrálním území města Banská Štiavnica v okrese Banská Štiavnica v Banskobystrickém kraji na Slovensku. Území bylo vyhlášeno v roce 1950 a jeho rozloha je 7,54 hektaru. Předmětem ochrany je jedna z nejcennějších slovenských dendrologických lokalit.